# アデニリル-硫酸レダクターゼ (チオレドキシン)
アデニリル-硫酸レダクターゼ (チオレドキシン)（adenylyl-sulfate reductase (thioredoxin)）は、次の化学反応を触媒する酸化還元酵素である。
AMP + 亜硫酸 + チオレドキシンジスルフィド {\displaystyle \rightleftharpoons } 5'-アデニリル硫酸 + チオレドキシン
反応式の通り、この酵素の基質はAMPと亜硫酸とチオレドキシンジスルフィド、生成物は5'-アデニリル硫酸とチオレドキシンである。
組織名はAMP,sulfite:thioredoxin-disulfide oxidoreductase (adenosine-5'-phosphosulfate-forming)で、別名にthioredoxin-dependent 5'-adenylylsulfate reductaseがある。